# Coleophora halophilella
Coleophora halophilella é uma espécie de mariposa do gênero Coleophora pertencente à família Coleophoridae.